# Wereldkampioenschappen tafeltennis 2005
De wereldkampioenschappen tafeltennis vinden sinds 1926 plaats en worden georganiseerd door de ITTF. In de even jaren vinden de wereldkampioenschappen landenteams (mannenteams en vrouwenteams) plaats en in de oneven jaren de individuele kampioenschappen (mannen- en vrouwen enkelspel, mannen- en vrouwen dubbelspel en de gemengddubbel).
De wereldkampioenschappen tafeltennis 2005 werden van 30 april t/m 6 mei gehouden in de Chinese stad Shanghai.
Op het programma stonden vijf onderdelen:
- Enkelspel mannen. Regerend kampioen was  Werner Schlager.
- Enkelspel vrouwen. Regerend kampioen was  Wang Nan.
- Dubbelspel mannen. Regerend kampioenen waren  Wang Liqin en  Yan Sen.
- Dubbelspel vrouwen. Regerend kampioenen waren  Wang Nan en  Zhang Yining.
- Gemengd dubbel. Regerend kampioenen waren  Wang Nan en  Ma Lin.

Er werden geen landenteamwedstrijden gespeeld deze editie.
De winnaars mogen zich voor twee jaar wereldkampioen noemen. De verliezend finalist ontvangt de zilveren medaille. De verliezers van de halve finales ontvangen de bronzen medaille. Er wordt dus geen wedstrijd om de 3 plaatst gespeeld.

## Medailles

### Medaillewinnaars
| Onderdeel        | Goud                  | Zilver                  | Brons                               |
| Enkelspel (m)    | Wang Liqin            | Ma Lin                  | Oh Sang-eun Michael Maze            |
| Enkelspel (v)    | Zhang Yining          | Guo Yan                 | Lin Ling Guo Yue                    |
| Dubbel (m)       | Kong Linghui Wang Hao | Timo Boll Christian Süß | Chen Qi Ma Lin Wang Liqin Yan Sen   |
| Dubbel (v)       | Wang Nan Zhang Yining | Guo Yue Niu Jianfeng    | Tie Yana Zhang Rui Bai Yang Guo Yan |
| Dubbel (gemengd) | Wang Liqin Guo Yue    | Liu Guozheng Bai Yang   | Qiu Yike Cao Zhen Yan Sen Guo Yan   |

### Medailleklassement
Dubbelparen uit verschillende landen gelden ieder als 0,5.
| Plaats | Land       | Goud | Zilver | Brons | Totaal |
| 1      | China      | 5    | 4      | 6     | 15     |
| 2      | Duitsland  | 0    | 1      | 0     | 1      |
| 3      | Hongkong   | 0    | 0      | 2     | 2      |
| 4      | Denemarken | 0    | 0      | 1     | 1      |
| 4      | Zuid-Korea | 0    | 0      | 1     | 1      |
| Totaal | Totaal     | 5    | 5      | 10    | 20     |